# 6663 Татебаясі
6663 Татебая́сі (6663 Tatebayashi) — астероїд головного поясу, відкритий 12 лютого 1993 року.
Тіссеранів параметр щодо Юпітера — 3,329.
Названо на честь міста Татебаясі (яп. たてばやし(館林) татебаясі).